# Phylloscopus forresti
Phylloscopus forresti е вид птица от семейство Phylloscopidae.

## Разпространение
Видът е разпространен във Виетнам, Китай, Мианмар и Тайланд.